# Cultureel Jongeren Paspoort
Het Cultureel Jongeren Paspoort (CJP) is een jongerenpas die ten goede komt aan de bevordering van cultuur. De mogelijkheden van de pas zijn voor Nederland en België verschillend.

## Nederland
Het Nederlandse Cultureel Jongeren Paspoort is de pas waarmee Nederlandse jongeren (tot de leeftijd van 30 jaar) korting krijgen op toegangskaartjes voor bepaalde culturele activiteiten zoals films, concerten, theater en musea of korting op abonnementen voor tijdschriften, kunstuitleen en dergelijke. Stichting Cultureel Jongeren Paspoort is de organisatie achter de pas. Inmiddels is wereldwijd het concept overgenomen in zo'n 40 landen.

### Geschiedenis
Op initiatief van de Amsterdamse Jeugdraad werd in 1961 de Stichting Cultureel Jongeren Paspoort in het leven geroepen, omdat men zich zowel in Amsterdam als landelijk zorgen maakte over de culturele kennis van vooral de ‘arbeidersjongeren’, die anders alleen maar hun vrije tijd aan een goedkope films of sigaretten rokend zouden besteden. Het doel was hen door middel van het aanschaffen van een kortingspas à fl. 1,25, de CJP-pas, kortingen te bieden op de entree van musea, muziekuitvoeringen, films en theaterbezoek, alsmede op bezoek aan Artis, kappers, juweliers en wedstrijden van de voetbalclub Blauw-Wit.
Den Haag en Enschede waren in 1962 de volgende steden waar de pas zijn intrede deed, terwijl een landelijke dekking in 1967 een feit was. Hiertoe werd door het Ministerie van Onderwijs en Wetenschappen een subsidie gegeven. In 1970 werd de 100.000ste pas uitgegeven, terwijl in 1975 de 300.000ste werd gepasseerd.
In 1969 werd de Tienertoerkaart geïntroduceerd die gekoppeld was aan de CJP-pas. Met deze kaart konden jongeren tussen de 12 en 18 jaar drie dagen onbeperkt gebruik maken van de NS-treinen voor een bedrag van fl. 20,-. In 1994 werd deze mogelijkheid afgeschaft maar in 2011 opnieuw ingevoerd, waardoor jongeren tussen 12 en 18 jaar in de maand augustus 3 of 4 dagen achtereen van de trein gebruik kunnen maken. Later volgde een uitbreiding naar de kerstvakantieperiode tegen dezelfde voorwaarden.
In 1970 werd ook de CJP-Podiumprijs, de Zilveren CJP, in het leven geroepen, die in 1977 werd toegekend aan Ramses Shaffy, omdat hij reeds in 1968 jongeren met een CJP-pas de mogelijkheid bood voor half geld zijn voorstellingen in het Shaffy-theater bij te wonen.
In 1999 werd een samenwerking gestart met het ministerie van Onderwijs, Cultuur en Wetenschap (OCW) door de komst van het verplichte vak Culturele en Kunstzinnige Vorming (CKV) binnen het Studiehuis en krijgen alle havo- en vwo-leerlingen in 1999 een gratis CJP.
Het CJP kreeg in 2008 van het Ministerie van OCW de opdracht om alle Nederlandse scholieren (900.000) een digitale cultuurkaart met een tegoed van vijftien euro te geven dat besteed kan worden aan culturele activiteiten. In 2012 schrapte toenmalig staatssecretaris Halbe Zijlstra deze subsidie waardoor de stichting via particuliere instellingen, sponsors en uit inkomsten door de pasverkoop (100.000 pashouders) aan geld komt voor haar activiteiten.
CJP biedt leden kortingen, media en evenementen die allemaal betrekking hebben tot cultuur en zet zich ook in voor de erkenning van nieuwe cultuur die jongeren zelf maken. CJP'ers krijgen tweemaandelijks CJP Magazine opgestuurd. Voor CKV-leerlingen wordt op school het aparte blad CJP XS verspreid.
In de zomer van 2013 heeft CJP samen met Knaek een gecombineerde pas uitgebracht die speciaal gericht is op studenten (CJP/Knaek-studentenpas).
Vanaf het schooljaar 2015-2016 verzorgt CJP de MBO Card. De MBO Card is een initiatief van CJP in samenwerking met Jongeren Organisatie Beroepsonderwijs (JOB) en wordt ondersteund door het ministerie van OCW.

## België
In 1974 kwam er ook in België een  Cultureel Jongeren Paspoort. De gelijknamige vereniging zonder winstoogmerk zette zich in om jongeren en cultuur samen te brengen. Naast informeren over het cultuuraanbod werden sociale en financiële drempels geminimaliseerd zodat alle jongeren makkelijker aan culturele activiteiten konden deelnemen. CJP verlaagt deze drempels met door enerzijds het bestaande lokale cultuuraanbod te bekijken door de ogen van jongeren zelf en anderzijds door de interesse van de Vlaamse jeugd op te wekken via wedstrijden waarbij culturele prijzen te winnen waren. Via een lidkaart voor jongeren tussen 12 en 26 jaar werden ook kortingen aangeboden. 
In 1991 lanceerde de Raad van Europa de European Youth Card om uitwisseling tussen Oost en West-Europa te stimuleren bij jongeren en bij te dragen aan hun culturele ontwikkeling. CJP vzw werd lid van de European Youth Card Association (EYCA) waarna jongeren ook kortingen kregen in andere Europese landen.
Via cjp.be en mediapartners De Morgen, JIMtv en Studio Brussel communiceerde CJP over muziek, theater, film en literatuur. Jongeren werden gestimuleerd om aan de slag te gaan als vrijwillige reporters om culturele evenementen te recenseren in woord en beeld. Naast haar communicerende rol onderzocht CJP ook nieuwe tendensen via een experimenteel labo rond culturele jongerenmarketing waarna de verzamelde kennis werd gedeeld met de hele sector. 
In september 2013 vernieuwde CJP haar communicatie met het label BILL en bill.be. CJP vzw had negen werknemers en circa 60 vrijwilligers. In 2017 fuseerde CJP met Cultuurnet Vlaanderen tot publiq met UiTX als jongerenmerk.